# Maurice E. Dockrell
Maurice Edward Dockrell (* 6. Oktober 1908; † 9. Dezember 1986) war ein irischer Politiker.
Dockrell gehörte von 1943 bis 1977 für die Fine Gael dem Dáil Éireann, dem Unterhaus des irischen Parlaments, an. Bei den Wahlen 1977 zum 21. Dáil Éireann verlor er sein Mandat. Neben seiner Abgeordnetentätigkeit war Dockrell auch im Stadtrat von Dublin aktiv. Von 1960 bis 1961 bekleidete er dort das Amt des Oberbürgermeisters der Stadt (Lord Mayor of Dublin).

## Familie
Maurice Edward Dockrell wurde 1908 als Sohn des Politikers Henry Morgan Dockrell geboren und war somit ein Enkel von Maurice Dockrell. Auch sein jüngerer Bruder Percy Dockrell gehörte später dem Dáil Éireann an.